# SpotemGottem
Nehemiah Lamar Harden (Jacksonville, Florida; 19 de octubre de 2001), conocido artísticamente como SpotemGotten (estilizado como SPOTEMGOTTEM), es un rapero estadounidense que saltó a la fama por su sencillo "Beat Box" el cual llegó al puesto número 12 en el Billboard Hot 100. Tiene contratos con las discográficas Geffen Records, Interscope Records y Rebel Music.

## Problemas legales
En junio de 2017, Harden fue arrestado con cargos por robo de vehículos y portar un arma ilegal en Duval, Florida.
El 17 de septiembre de 2021, Harden fue disparado desde un vehículo mientras conducía por la I-95 de Miami.
EL 26 de junio de 2022, Harden fue arrestado por huir de la policía e interrumpir durante una operación en barco. El incidente ocurrió cuando Harden conducía una moto de agua y accedió a un área restringida.
El 20 de junio de 2023, Harden fue arrestado en North Miami Beach después de huir de una parada de tráfico. Durante la persecución, el Corvette de Harden chocó con otro vehículo, y se le encontró en posesión de una Glock 23 modificada para funcionar completamente en automático, y 19 rondas de municiones. Harden ha sido acusado de huir y eludir a la policía, posesión de un arma de fuego y robo.

## Discografía

### Mixtapes
| Título             | Detalles del mixtape | Posición en lista |
| Título             | Detalles del mixtape | US                |
| ------------------ | --- | ----------------- |
| Final Destination  | - Publicación: 18 de diciembre de 2020 - Discografía: Rebel, INgrooves - Formato: Descarga digital, streaming                     | 70                |
| Most Wanted        | - Publicación: 21 de mayo de 2021 - Discografía: Rebel, Geffen Records, Interscope Records - Formato: Descarga digital, streaming | 103               |
| Back From the Dead | - Publicación: 24 de diciembre de 2021 - Discografía: Rebel, Geffen, Interscope - Formato: Descarga digital, streaming            |                   |

### Sencillos
| Título               | Año  | Posciones en lista | Posciones en lista | Posciones en lista | Posciones en lista | Álbum                             |
| Título               | Año  | US                 | US R&B/HH          | CAN                | NZ Hot             | Álbum                             |
| -------------------- | ---- | ------------------ | ------------------ | ------------------ | ------------------ | --------------------------------- |
| "Beat Box"           | 2020 | 12                 | 6                  | 55                 | 21                 | Final Destination and Most Wanted |
| "Attic"              | 2020 | —                  | —                  | —                  | —                  | Final Destination                 |
| "Ridin' With Ya Bae" | 2020 | —                  | —                  | —                  | —                  | Final Destination                 |
| "Flaws"              | 2020 | —                  | —                  | —                  | —                  | Final Destination                 |
| "Federal"            | 2021 | —                  | —                  | —                  | —                  | Most Wanted                       |